# Vladislao II de Opole
Vladislao II de Opole (en polaco: Władysław Opolczyk, alemán: Władysław von Oppeln, ucraniano: Владислав Опольчик) (aprox. 1332 - 18 de mayo de 1401) fue el duque de Opole desde 1356 (sólo formalmente en 1396), conde palatino de Hungría desde 1367-1372, soberano de Lubliniec desde 1368, duque de Wieluń desde 1370-1392, gobernador de Bolesławiec desde 1370 (solo por el resto de su vida), gobernador de Galitzia-Volynia desde 1372-1378, gobernador de Pszczyna desde 1375-1396, el conde palatino del Polonia en 1378, duque de Dobrzyń y Cuyavia desde 1378-1392 (como vasallo de Polonia), gobernante de Głogówek desde 1383 y como gobernador de Karniów desde 1385-1392.
Fue el hijo mayor del duque Bolko II de Opole con su esposa Isabel, hija del duque Bernardo de Świdnica.
- Datos: Q699306
- Multimedia: Wladislaus II of Opole / Q699306